# 発泡スチロール

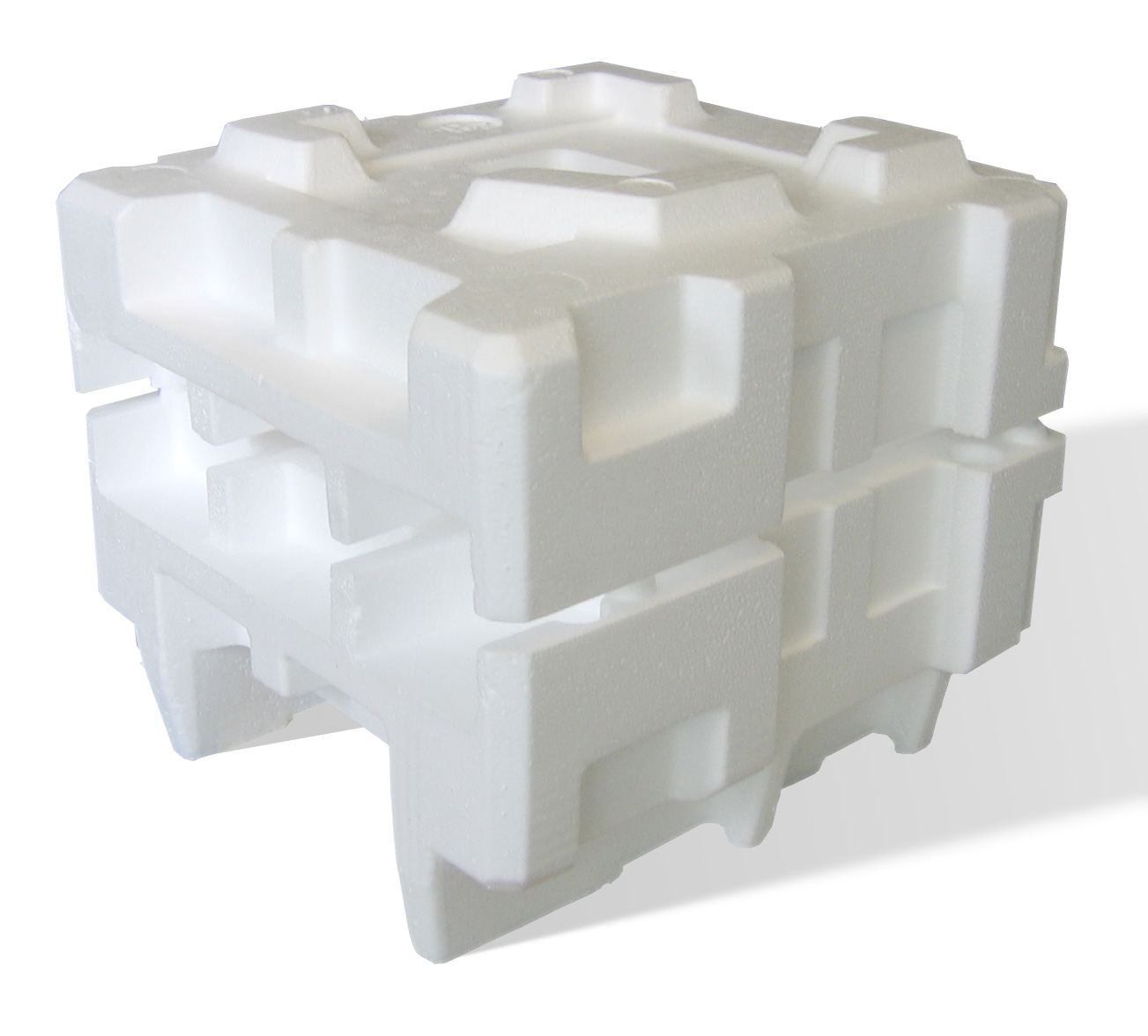
発泡スチロール (EPS) 製の梱包材

ポリスチレンの化学構造

発泡スチロール（はっぽうスチロール、foamed styrol）は、合成樹脂素材の一種で、気泡を含ませたポリスチレン(PS)である。発泡プラスチックの一種。なお、スチロールとはスチレンの別名である。
また、発泡スチロールの98パーセントは空気である。
別称としては発泡ポリスチレン (foamed polystyrene)、発泡スチレン (foamed styrene)、ポリスチレンフォーム (polystyrene foam)、スチレンフォーム (styrene foam)、スタイロフォーム (styrofoam) がある。「スタイロフォーム」は米ダウ・ケミカル社製押出ポリスチレン (XPS)の商標名だが、アメリカ、カナダでは発泡スチロール全般を指す言葉（商標の普通名称化）になってしまっている。

## 概要
ポリスチレンを微細な泡で発泡させて硬化させた素材である。軽量かつ断熱性に優れ、成型や切削が極めて容易なうえ、安価で弾力性があり衝撃吸収性にも優れるので、破損しやすい物品の緩衝・梱包材（→包装・緩衝材）として用いられる他、断熱性を利用して保温・保冷が必要な物の断熱に用いられる。
ポリスチレンは炭化水素なので、燃やすと水と二酸化炭素になる。しかし常温・大気中で燃焼させると、不完全燃焼を起こし大量の煤を発生させやすいため注意がいる。

### 種類
製法が3種類あり、化学的にはほぼ同じだが形状や気泡の特性が違うため、用途も異なる。
- ビーズ法発泡スチロール (expanded polystyrene、EPS)
- 発泡ポリスチレンシート (polystyrene paper、PSP)
- 押出発泡ポリスチレン (extruded polystyrene、XPS)

EPSが最初に開発されたこともあって最も広い用途で利用されているため、EPSを特に「狭義の発泡スチロール」という場合があり、それ以外のPSPやXPSを含め「広義の発泡スチロール」とも表現する。ただしこれらは製法が異なるだけで、いずれも「発泡させたポリスチレン」である。
ただ性能を追加するために加えられた添加剤により一緒にリサイクルできない場合もあれば、見た目は似ているが別の合成樹脂を発泡させた素材の発泡ポリプロピレンもあるため、リサイクル上の区分には注意が必要である（後述）。

### 性質
- 発泡による特性
  - 断熱性が高い（断熱材としての利用）[2]
  - 軽量
  - 耐衝撃性が高い（ただし、質量比での比較）
  - 加工が容易
  - 白色（厳密には無色透明であるが、多孔質という特性上光が乱反射して白く見えている。例えるなら、透明なガラスが割れると白く見えるのと同様である。また、顔料を素材に混ぜ込むことで着色は可能）
- ポリスチレンとしての性質
  - 耐熱性は低く、約90℃で溶解する。
  - 非常に燃えやすい。難燃剤の添加によりある程度改良可能だが、しばしば火災時に問題[3]
  - 耐水性が高い
  - テルペン油(テレビン油)・アマニ油・エゴマ油・シソ油・ヤシ油など一部の食用油や、柑橘類に含まれるリモネン、ベンジン・シンナーなどの有機溶媒に溶ける。
  - アルコール飲料と長期間接すると味を変質させることがある。
  - 有機溶剤に接触すると、広範囲に溶解する。

耐熱性の低さは逆に加工性を高めており、電熱線に乾電池からの電流を流して発生させた熱（ジュール熱）を使って小さな力で切断する器具もあり、様々な手芸用・または短期間展示される彫刻（宣伝用POPなど）の材料としても利用される。

接着に関しては熱による接着もできるが、有機溶剤を含む接着剤では簡単に溶け、また体積の大部分が気体である事から侵食されたようになってしまうため、有機溶剤を利用した接着剤の使用は向かない。同様の理由によりマジックインキなどの油性塗料での塗装もできない。有機溶剤を含まない専用の接着剤か、広い面積同士では木工用などの有機溶剤を使っていない粘着性の接着剤が利用される。
多孔質で木材に性質がよく似ている（ただし浸透性はない）ので、水溶性の塗料も一定の粘度さえあれば比較的顔料が乗りやすいため塗装に使える。塗装の際には表面を紙やすりなどで荒し、塗料の密着性を上げることも行われる。1980年代以降に普及した水溶性樹脂塗料などは馴染みがよい。なおシロアリの食害を受けやすく、木材より食べられやすい。
完全には光を遮れないため、遮光性を要求する場合は着色剤などを追加する必要がある。
発泡スチロールの気泡は内部に密閉されており、グラスウールに代表される多孔質物質で見られる空気の粘性による吸音効果は全く期待できない｡

## EPS

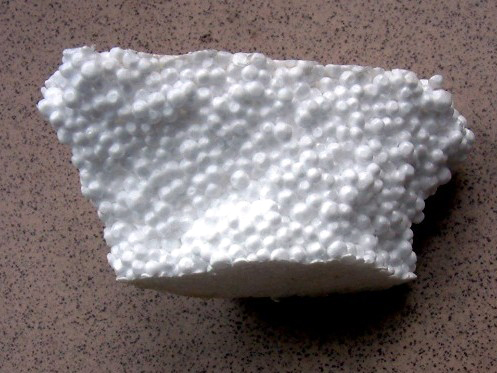
EPSの小片。融合したビーズが確認できる。

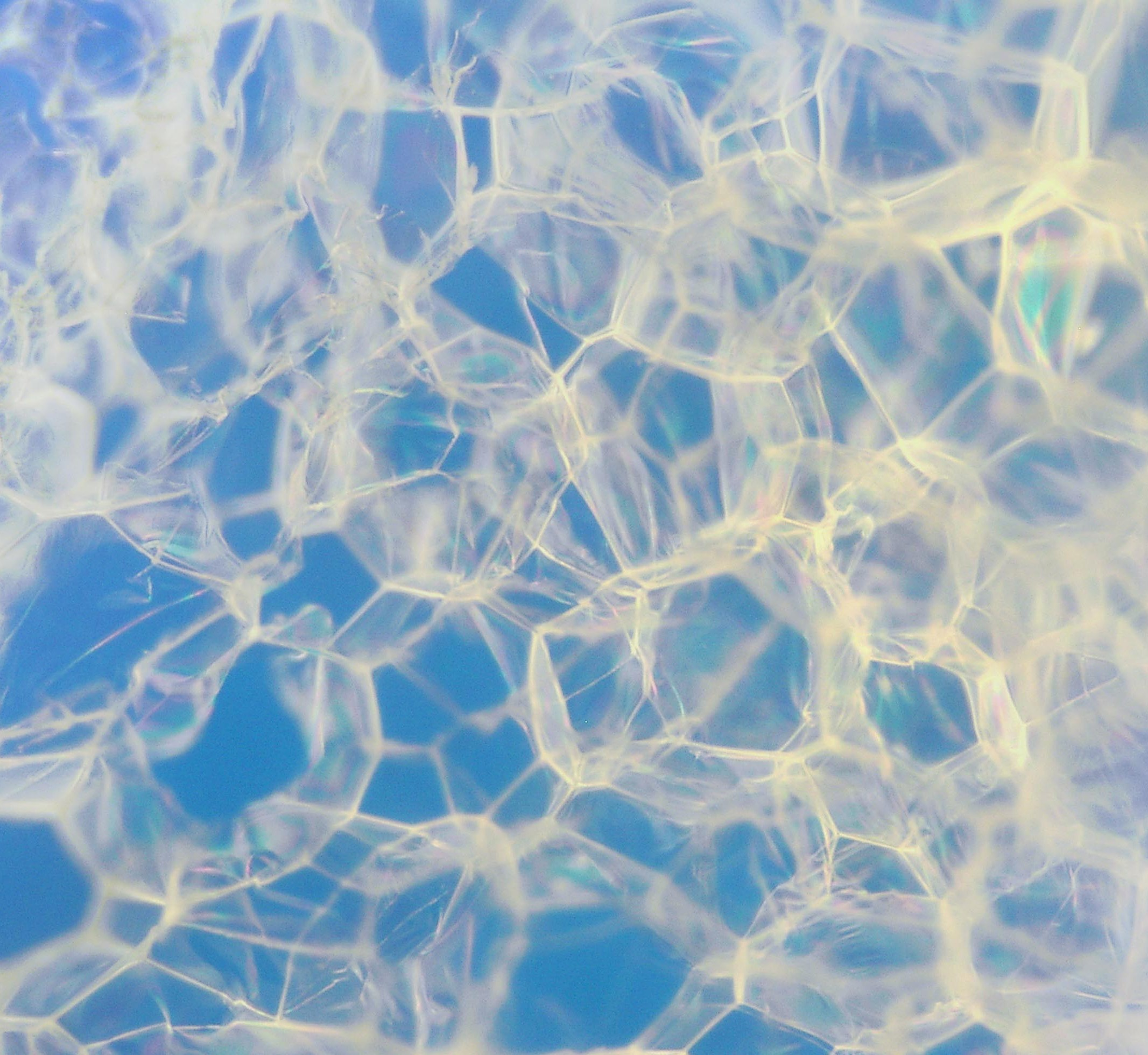
EPSの顕微鏡写真

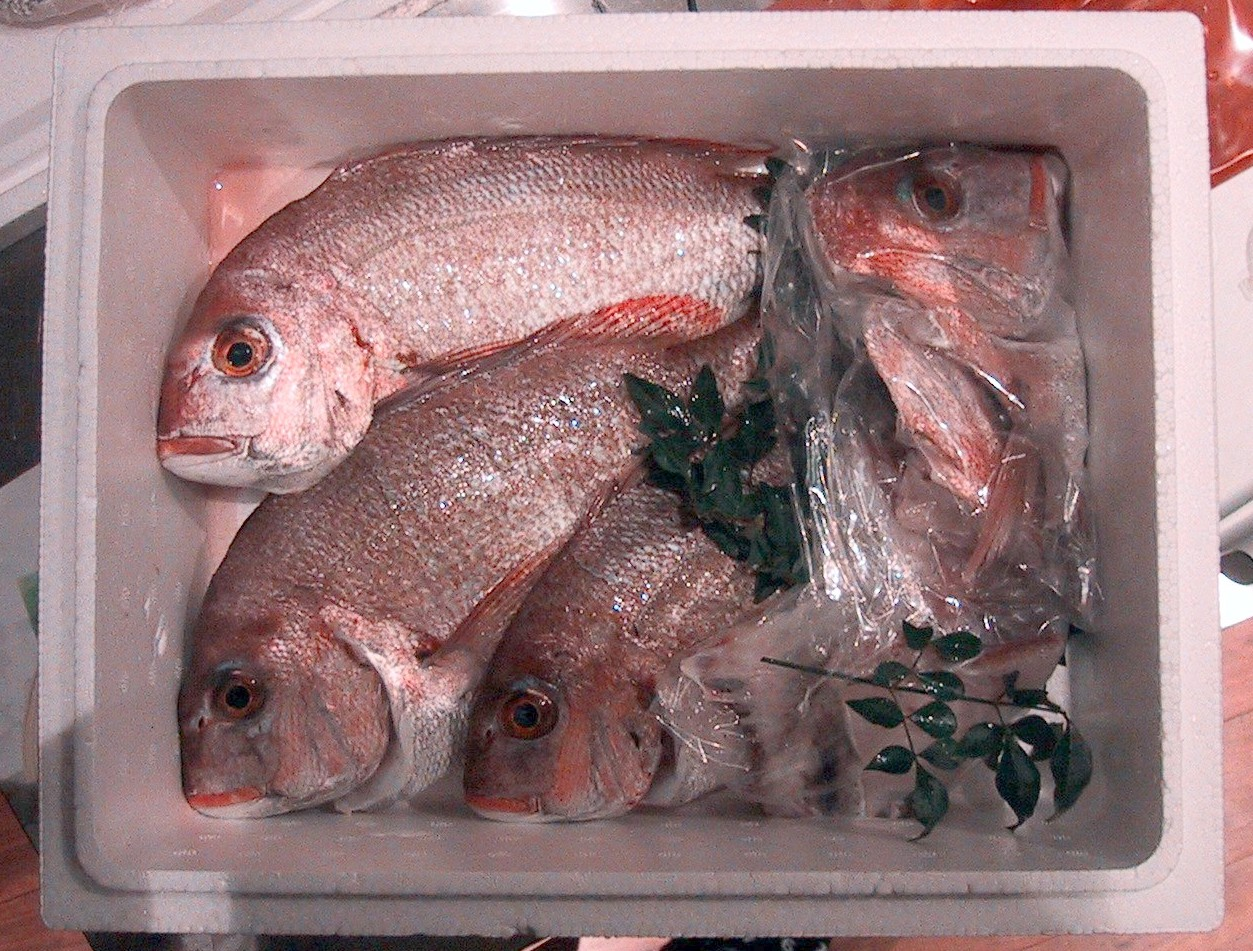
EPS製保冷容器

最も古くからある発泡スチロール素材であり、また様々な用途に利用され、一般でも良く見かけられる素材である。割ると小さな粒が集まって固まったように見えるが、これらはその各々が「ビーズ」と呼ばれる小さなポリスチレンの粒を発泡させたものである。

### 製法
ビーズ法発泡スチロール (EPS) は、ポリスチレンを、主にブタン・ペンタンなどの炭化水素ガスで発泡させて製造される。具体的には、直径1mm程度の細粒状ポリスチレンであるポリスチレンビーズに炭化水素ガスを吸収させ、これに100℃以上の高温蒸気を当てて樹脂を軟化させると共に圧力を加えて発泡させる。発泡したビーズ同士は融着し合い、冷却時に様々な形状となって発泡スチロールとなる。

### 歴史
1950年にドイツで発明され、日本では1959年より生産が始まった。

### 加工
ポリスチレンは耐熱温度が約80～90℃なので、それ以上加熱すると軟化・融解する。ほとんどのEPSは、発泡時に金型内で加熱成型され、最終製品か、汎用の板材などに加工される。
軟らかく、熱で容易に融けるため、汎用の製品は刃物や電熱線で切削して、任意の形に加工される。先端に電熱線を張った発泡スチロール加工専用のカッターも市販されている。
ビーズを発泡させただけで、成型・切削をまったくしない製品もあり、それもポリスチレンビーズと呼ぶ。

### 利用
断熱性・耐水性に優れ軽量なので、魚介類（後に一部の農産物も）の輸送にこれで製造された箱（トロ箱）が利用されたほか、軽量で衝撃吸収性に優れるため、精密機械等の梱包材として普及した。日本では年間20万トン近くが生産され、その過半数～6割が容器として利用され、3割が緩衝材として、残りが建材や海などに於けるフロート（ブイや生簀の浮き）等に利用されている。
希望の形状に一体成型できるため、緩衝素材や保温・保冷箱などといった所定の形状を持つ製品に加工される。
断熱性に優れ、加工が容易で、これに加えて耐水性が高いのでクーラーボックスなどの構造材としても利用され、内面と外面の間にこの素材が用いられた製品があるほか、安価な物では発泡スチロールそのものを圧縮整形したクーラーボックスもある。
発泡させたポリスチレンビーズは、安価な緩衝材として、布袋等に詰めてクッションなどの家具（ビーズクッション）にしたり、精密機器輸送用の充填用梱包材に使われる。
加工がし易く軽量で一定の強度を持つことから、軽量化を必要とする装置のモノコック構造の構造材などにも利用される。例えば玩具ではあるがエアロソアラのような模型飛行機（またはラジコン飛行機）にも使用されることがある。
近年では軽量盛土素材として土木でも使用されており、2009年8月の駿河湾地震で発生した東名高速道路の災害復旧に採用された。

## PSP

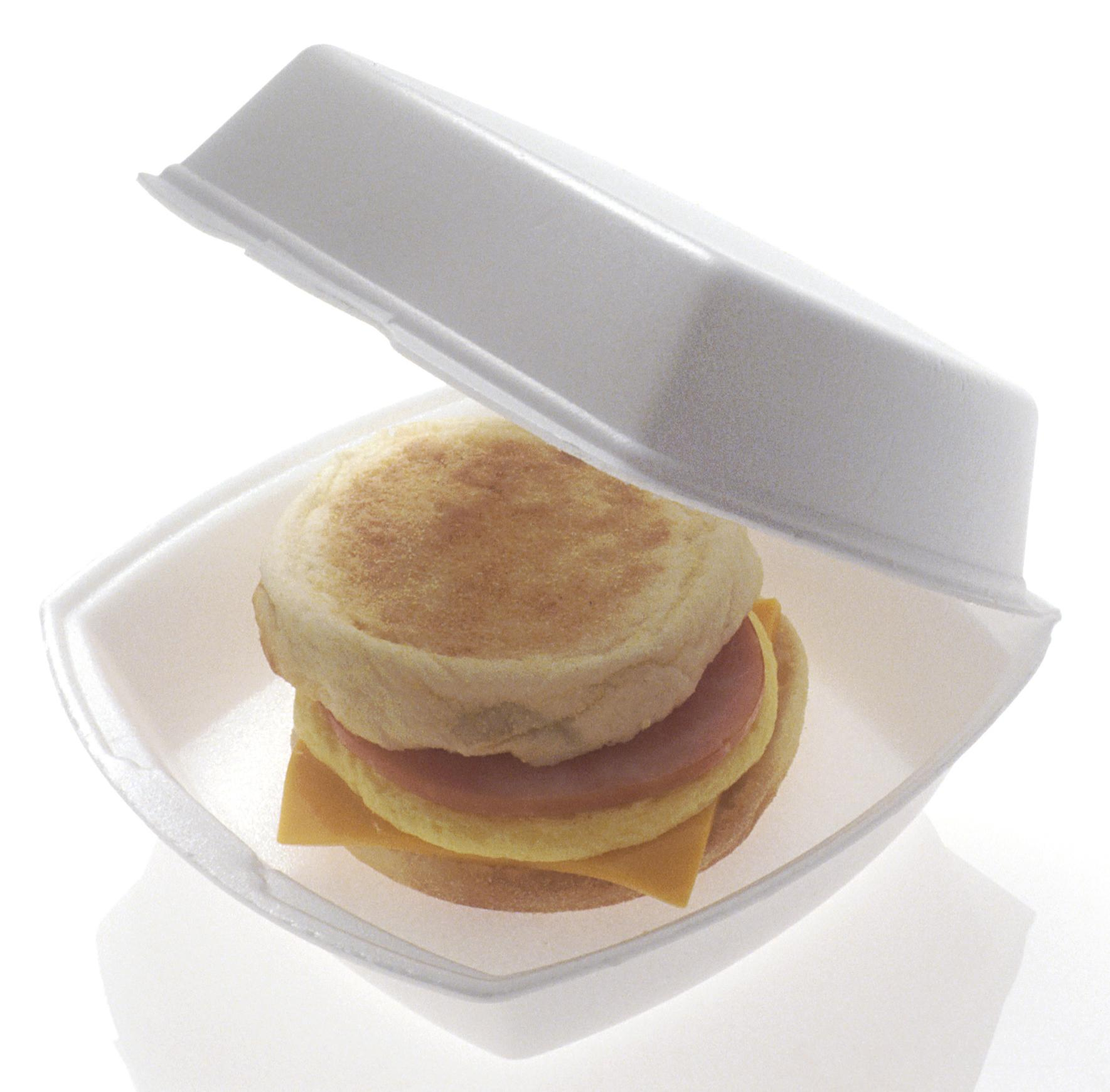
PSP製食品（ハンバーガー）容器

ポリスチレンペーパー (PSP) は、EPSのように高温蒸気で加熱・発泡させるのでなく、熱を加えて融解させた原料に、発泡を行うためのガスや発泡剤を加え、液体から厚さ数ミリ程度のシート状に引き伸ばすと同時に発泡させる。発泡率は約10倍である。
食品トレーや、カップ麺の容器に使われる。食品トレー等に加工するには、必要な大きさに切り分け、加熱しながら金型でプレスして整形する。
先述したとおり、一部の食用油に溶解しやすく、また耐熱性が低いので、特に高温の油に触れると熱によって融解し、気泡構造が崩れて侵食されたようになる。このとき、泡内のブタンやペンタンが外気に放出されるが、これらに含まれる不純物により、俗に「発泡スチロール臭い」といわれる独特の臭気がする。この臭気は食欲を減退させるため、食品容器では問題となる。なおポリスチレンは一切消化・吸収されずに体外に排泄されるため、たとえ融解した樹脂を食べても、健康上問題ないといわれる。
カップ麺の容器は、強度や耐熱性を増すために、他の合成樹脂素材からなるシートが表面に接着されているものが多い。ポリ塩化ビニルやポリプロピレンなどの樹脂からなる保護シートを接着することで、耐衝撃性が増す（カップ麺では輸送中に落下させてもカップが破損しない）ため、大型の容器や過酷な輸送が予想される製品の容器に広く用いられている。接着前にシートに印刷することができるので、カップ麺では、店頭に並んだ際に人目を引くよう、さまざまな意匠が凝らされている容器も多い。

## XPS

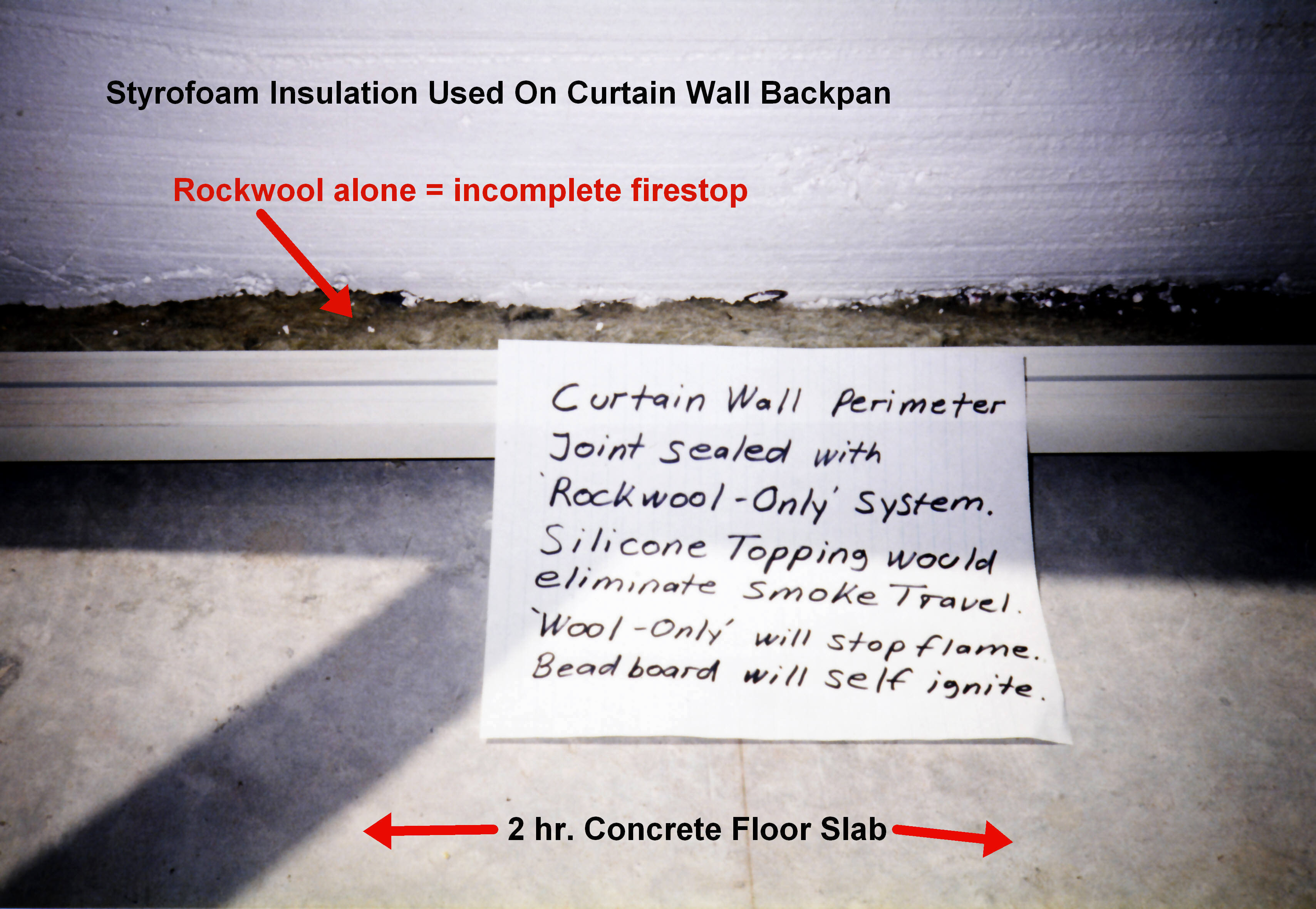
耐火材として壁に埋め込まれたXPS（画像上半）

押出ポリスチレン (XPS) は、主に建材に使われる、堅くて難燃性の発泡スチロールである。建材であるため一般の目には触れにくいが、省エネルギーなどの観点から近代化された住宅の断熱材としては屋根材の下や外壁の下などにも良く使われている。
発泡スチロールの易燃性は建材として致命的なので、難燃剤などで難燃性を向上させている。なおEPSも、建材に使われるときは同様に難燃剤が添加される。
液化した原料と発泡剤と難燃剤を高温・高圧下でよく混ぜ、一気に通常気圧・温度の環境に吹き出させる事で連続的に発泡・硬化させ、これを必要な大きさ（大体高さ2m・幅1m・厚さ10cmほど）の板に切断する。この連続的に製造する方法のために「押し出しボード」とよばれる。製造方法から、EPSより気泡が大きいものが多い。一定の難燃性を備え、一般的な発泡スチロールと区別するためか、淡い青などで着色されることもある。

### スタイロフォーム
スタイロフォーム、スチロフォーム (STYROFOAM)、スティロフォウム は、ダウケミカルによる、XPSの登録商標である。
XPSを指す一般名詞、あるいははなはだしくは、発泡スチロールの同義語のように使われることがあるが、適切ではない。

## 環境ホルモン
発泡スチロールの主原料はポリスチレンだが、微量含まれているスチレンダイマーとスチレントリマーが、日本で1998年に、環境庁（現環境省）によりSPEED'98（環境省関連ページ）で内分泌攪乱物質（俗に「環境ホルモン」とも）の疑いのある物質として上げられた。そのため、従来は最終処分場にて埋め立て処理されていた発泡スチロールが、環境汚染の一因と疑われた。
業界団体からの反発を受け、環境省は2000年11月にこのリストからスチレンダイマーとスチレントリマーを取り消した。

## 廃棄とリサイクル

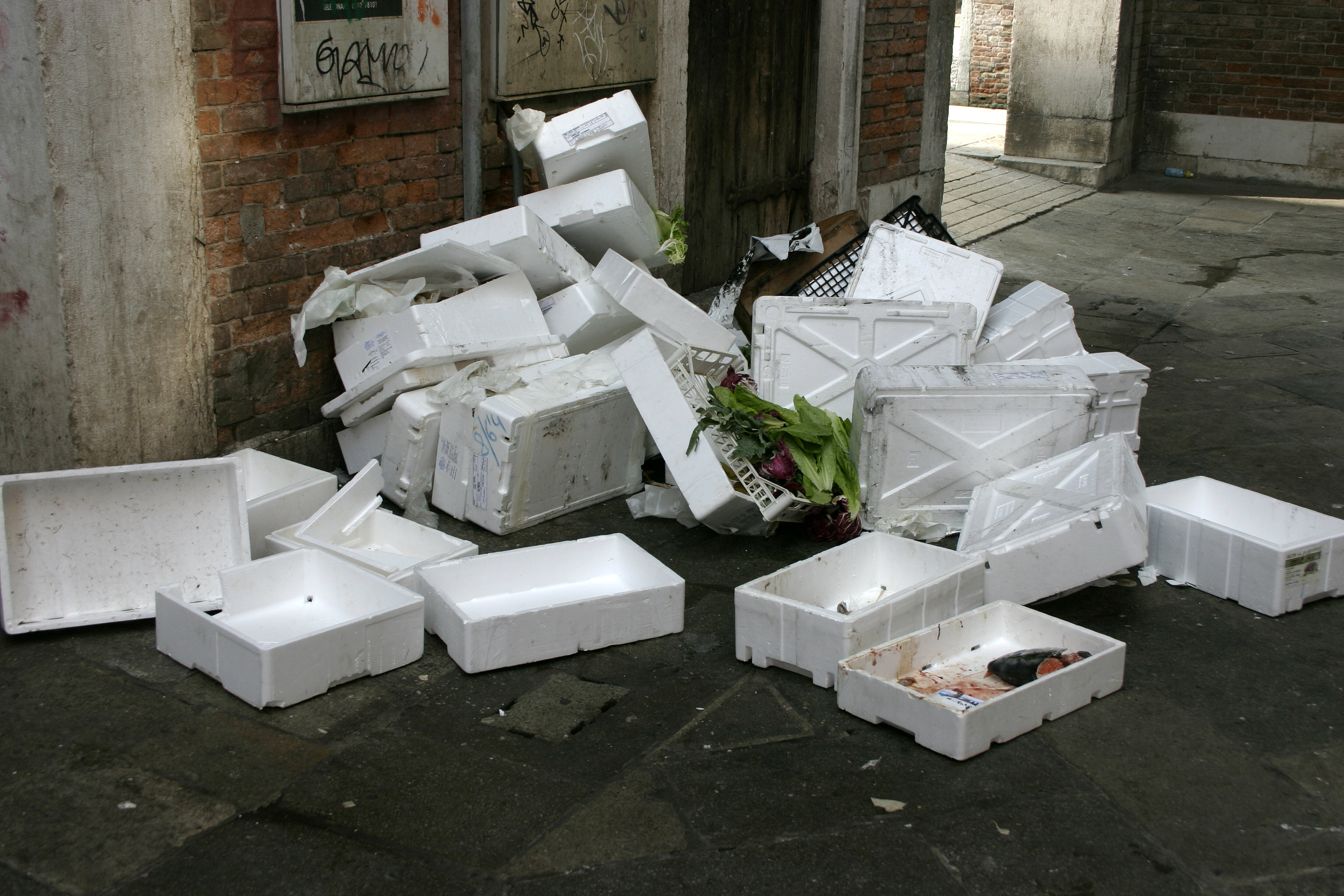
発泡スチロールゴミの山

ポリスチレンの樹脂識別コード

ゴミとしては、重量の割に嵩張ること等が処分費用の高騰に伴い問題となっている。また、衝撃を受けた場合に細かい破片を撒き散らすために海洋ごみとしての害も大きい。
先進国ではこれを受け、同素材の製造業界団体や、これらを大量に商品を載せて販売していた大手百貨店・スーパーマーケット等では、資源としてのリサイクルを模索し、近年では使用後に回収された発泡スチロールを、溶剤や高熱で再加工し、資源として再生したり、燃料として利用している。日本国内ではデパートやスーパーマーケットに食品トレイの回収箱を置き、消費者からこれらを集める運動も盛んである。
近年では各国で使い捨て発泡スチロールの規制が進んでいる。
溶剤ではリモネン等の柑橘類から採取できる物を用いた物が開発され、小規模な施設では発泡スチロールを溶解させ液化させ、廃棄体積を大幅に減らすと共に、溶解物がボイラーなどの燃料として利用されている。また加熱による再加工プラントでは、ある程度大規模な設備が必要だが、再びポリスチレンビーズに戻して別の発泡スチロール製品の原料としたり、あまり強度や耐熱性を要求されないプラスチック製品用の原料を生産している。
発泡スチロール再生プラスチックで、ビデオテープカセットや文房具（ボールペンの軸など）などが生産されている。
その一方、従来は燃焼させると高温でよく燃え過ぎるため、焼却炉を傷めるとして、地方自治体のゴミ処理施設では厄介物扱いされていたが、近年ではダイオキシン対策として高温型の焼却炉が普及していること、また、RDF発電施設などの設置が進められており、生ゴミの燃焼力を高めるために廃プラスチックや廃発泡スチロールを混ぜることも多い。
EPS、PSP、XPSは、化学物質としては同じポリスチレンなので、同じラインでリサイクルできる。ただし、回収量の大部分を占めるEPSの梱包材が高純度のポリエチレンであることもあり、不純物が混入すると品質低下などの問題が大きい。カップ麺の容器など複雑な印刷がされたものは、素材が違うシートが表面に接着されているので、回収対象から除外されることが多い。表面を直接塗装したものも除外されることがある。また当然ながら、食品が付着したままではリサイクルできないし、また回収の過程で悪臭を放ったり、害虫を呼び寄せる事があるため、良く洗って排出すべきだといえよう。
家電製品では、環境保護のために、再生紙を使用したクッション材に置き換えられつつある。海の浮きやフロートとして使用される製品は波浪によって磨耗しやすく、分離した小片が海上を浮遊することが問題となっている。
発泡スチロールは熱可塑性であり、熱を加えると粘着性を持つのでこれを利用して木材の接着材に利用できるという報告がある。発泡スチロールを接着剤とした合板とパーティクルボードは十分な強度を持っており、後者は発泡スチロールを20%以上混ぜると成型後も加熱するだけで再成型が可能だという。さらに廃棄の際も600℃程度の温度で焼けば、発泡スチロールは分解してしまい、炭化した木材だけが得られるという。

## 発泡ポリプロピレン

ポリプロピレンの樹脂識別コード

発泡スチロールと同様の製法で加工したポリプロピレンで、化学構造的には、ポリスチレンのフェニル基がメチル基に置き換わっている。
発泡スチロールと同様の用途に使われるが、耐熱性・耐油性に優れる。PSPの90℃に対し、130℃まで耐えることができる。
見かけは発泡スチロールに酷似し、しばしば混同される。ポリスチレンのリサイクルラインへ混入することも多い。ポリスチレンの溶剤では溶けないので分離は可能だが、樹脂識別コードを見て分別収集することが望ましい。

### EPP
EPP（ビーズ法発泡ポリプロピレン、expanded polypropylene）は、EPSと同様の製法で加工したポリプロピレンである。
EPSより弾力があるため、工作素材として好まれる。発泡率は15倍、30倍、45倍、60倍に規格化されている。

### PPP
PPP（ポリプロピレンペーパー、polypropylene paper） は、PSPと同様の製法で加工したポリプロピレンである。
コンビニ弁当は、電子レンジで加熱すると油分の温度が100度を超えることがあるため、容器には耐熱性のあるPPPがよく使われる。ただし、油分が多い弁当ではPPPでも耐熱性が不足し、ポリカーボネート製の容器が使われることがある。
PSP容器同様、他の合成樹脂素材からなるシートを表面に接着することもある。